# Bredene Koksijde Classic 2022
La Bredene Koksijde Classic 2022 ou Bredene Coxyde Classic 2022 est la 11e édition de cette course cycliste masculine sur route, auparavant appelée Handzame Classic. Elle a lieu le 18 mars 2022 dans la province de Flandre-Occidentale, en Belgique, entre Bredene et Coxyde. Elle fait partie du calendrier UCI ProSeries 2022 en catégorie 1.Pro. Elle est remportée par l'Allemand Pascal Ackermann (UAE Emirates) qui signe une seconde victoire dans cette course.

## Présentation

### Équipes
Vingt équipes participent à cette Bredene Koksijde Classic : neuf WorldTeams, neuf ProTeams et deux équipes continentales.
| WorldTeams (9)- Quick-Step Alpha Vinyl - Lotto-Soudal - UAE Team Emirates - Bora-Hansgrohe - Israel-Premier Tech - Trek-Segafredo - Intermarché-Wanty-Gobert Matériaux - Cofidis - Team DSM ProTeams (9)- Alpecin-Fenix - Arkéa-Samsic - TotalEnergies - Uno-X Pro Cycling Team - B&B Hotels-KTM - Sport Vlaanderen-Baloise - Bingoal Pauwels Sauces WB - Bardiani-CSF-Faizanè - Human Powered Health Équipes continentales (2)- Minerva Cycling Team - Tarteletto-Isorex |
| |

## Récit de la course
Le groupe de cinq échappés est repris par le peloton à 8 kilomètres de l'arrivée. Mais c'est sans compter sur l'un des fuyards, le Belge Thibau Verhofstadt (Tarteletto Isorex) qui repart seul en tête et fait de la résistance encore pendant deux kilomètres avant que le regroupement général ne s'opère. L’Allemand Pascal Ackermann (UAE Emirates) s'impose au sprint devant le Français Hugo Hofstetter (Arkéa-Samsic) et le tenant du titre belge Tim Merlier (Alpecin-Fenix).

## Classements

### Classement final
| \| Classement général \| Classement général \| Classement général \| Classement général \| Classement général \| \| Coureur \| Coureur \| Pays \| Équipe \| Temps \| \| ------------------ \| ------------------ \| ------------------ \| ---------------------------------- \| ------------------ \| \| 1er \| Pascal Ackermann \| Allemagne \| UAE Team Emirates \| 4 h 29 min 30 s \| \| 2e \| Hugo Hofstetter \| France \| Arkéa-Samsic \| + 0 s \| \| 3e \| Tim Merlier \| Belgique \| Alpecin-Fenix \| + 0 s \| \| 4e \| Sam Welsford \| Australie \| Team DSM \| + 0 s \| \| 5e \| Gerben Thijssen \| Belgique \| Intermarché-Wanty-Gobert Matériaux \| + 0 s \| \| 6e \| Timothy Dupont \| Belgique \| Bingoal Pauwels Sauces WB \| + 0 s \| \| 7e \| Søren Wærenskjold \| Norvège \| Uno-X Pro Cycling Team \| + 0 s \| \| 8e \| Luca Mozzato \| Italie \| B&B Hotels-KTM \| + 0 s \| \| 9e \| Arnaud De Lie \| Belgique \| Lotto-Soudal \| + 0 s \| \| 10e \| Bert Van Lerberghe \| Belgique \| Quick-Step Alpha Vinyl \| + 0 s \| |                    |           |                                    |                 |
| |                    |           |                                    |                 |
| Source : ProCyclingStats |                    |           |                                    |                 |
| Classement général |                    |           |                                    |                 |
| Coureur | Coureur            | Pays      | Équipe                             | Temps           |
| 1er | Pascal Ackermann   | Allemagne | UAE Team Emirates                  | 4 h 29 min 30 s |
| 2e | Hugo Hofstetter    | France    | Arkéa-Samsic                       | + 0 s           |
| 3e | Tim Merlier        | Belgique  | Alpecin-Fenix                      | + 0 s           |
| 4e | Sam Welsford       | Australie | Team DSM                           | + 0 s           |
| 5e | Gerben Thijssen    | Belgique  | Intermarché-Wanty-Gobert Matériaux | + 0 s           |
| 6e | Timothy Dupont     | Belgique  | Bingoal Pauwels Sauces WB          | + 0 s           |
| 7e | Søren Wærenskjold  | Norvège   | Uno-X Pro Cycling Team             | + 0 s           |
| 8e | Luca Mozzato       | Italie    | B&B Hotels-KTM                     | + 0 s           |
| 9e | Arnaud De Lie      | Belgique  | Lotto-Soudal                       | + 0 s           |
| 10e | Bert Van Lerberghe | Belgique  | Quick-Step Alpha Vinyl             | + 0 s           |

### Classement UCI
La course attribue des points au classement mondial UCI 2022 selon le barème suivant :
| Position           | 1er | 2e  | 3e  | 4e  | 5e | 6e | 7e | 8e | 9e | 10e | 11e | 12e | 13e | 14e | 15e | 16e à 30e | 31e à 40e |
| Classement général | 200 | 150 | 125 | 100 | 85 | 70 | 60 | 50 | 40 | 35  | 30  | 25  | 20  | 15  | 10  | 5         | 3         |